# Austrotyphlops chamodracaena
Austrotyphlops chamodracaena là một loài rắn trong họ Typhlopidae. Loài này được Ingram & Covacevich miêu tả khoa học đầu tiên năm 1993.